# Павол Гамжик
Павол Гамжик (*20 серпня 1954, місто Тренчин) — словацький дипломат. Міністр Закордонних Справ Словацької Республіки (1996—1997). Надзвичайний і Повноважний Посол Словаччини в Україні (2009—2013).

## Біографія
Народився 20 серпня 1954 року в місті Тренчин. У 1978 році закінчив Братиславський університет ім. Коменського. У 1991 році Дипломатичну Академію в Москві; Володіє іноземними мовами: Англійська, німецька, російська, чеська, угорська, французька.
У 1978—1984 р. — працював юристом;
У 1984—1992 р. — дипломат Міністерства закордонних справ Чехословаччини;
У 1993—1994 р. — керівник урядової делегації і Постійної Місії Словаччини при Конференції з безпеки та співробітництва в Європі; на переговорах із роззброєння Договору про звичайні збройні сили в Європі та «Відкрите небо»;
У 1994—1996 р. — Надзвичайний і Повноважний Посол Словацької Республіки в Федеративній Республіці Німеччина;
У 1996—1997 р. — Міністр Закордонних Справ Словацької Республіки;
У 1997—1998 р. — працював юристом;
У 1998—2001 р. — Віце-прем'єр-міністр Словацької Республіки з питань європейської інтеграції;
У 1998—2002 р. — депутат Національної Ради Словацької Республіки;
У 1999—2002 р. — Голова Партії Громадянського Порозуміння;
У 2001—2002 р. — член Конвенту за майбутнє Європи, представник від Національної Ради Словацької Республіки;
У 2002—2006 р. — працював юристом, менеджером;
У 2006—2009 р. — Міністерство закордонних справ Словацької Республіки, генеральний державний радник; радник Прем'єр-міністра Словацької Республіки з питань закордонної політики;
З 26 травня 2009 р. — Надзвичайний і Повноважний Посол Словаччини в Києві (Україна).